# Argaman (druivensoort)

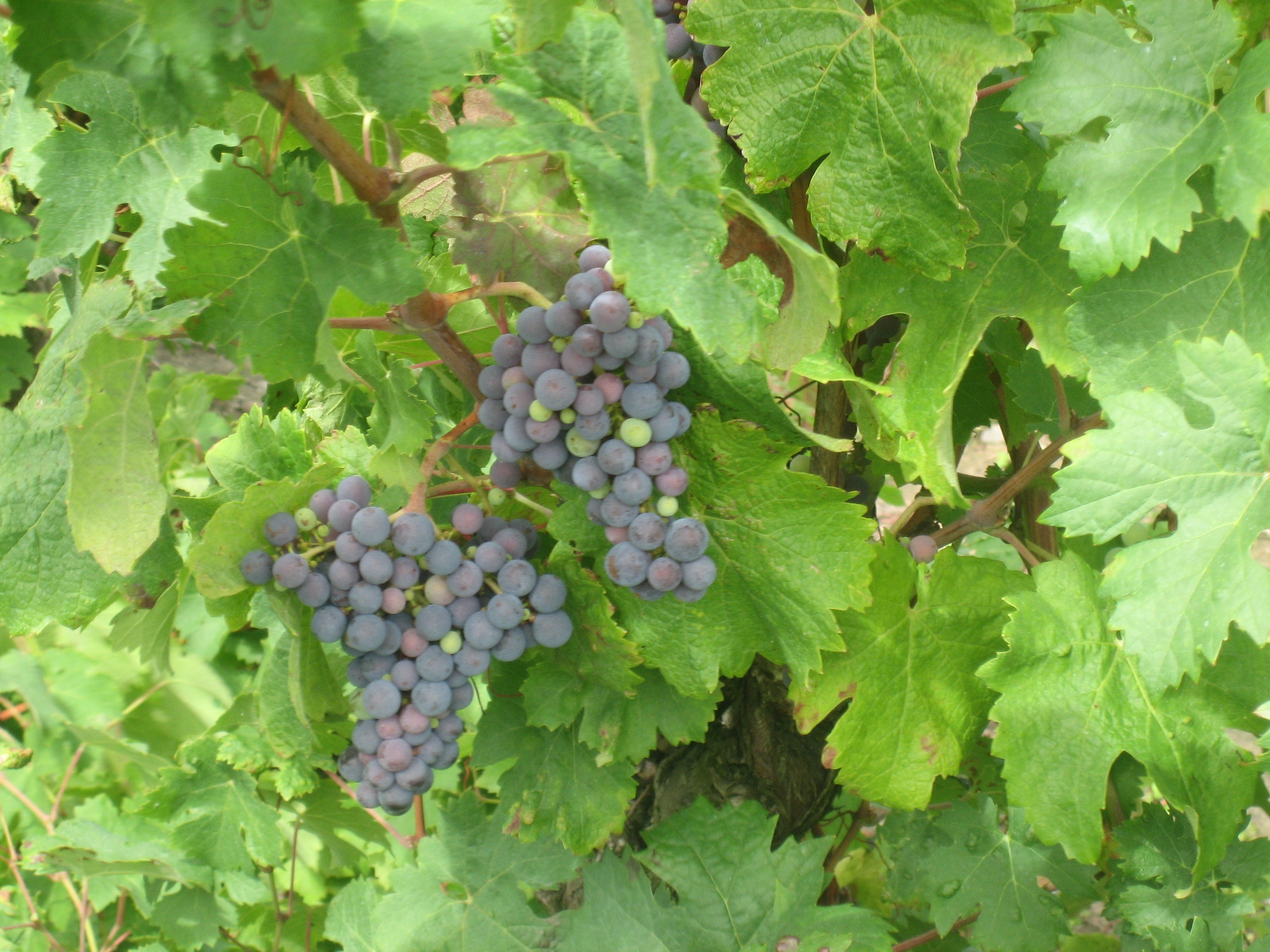
blauw druivenras

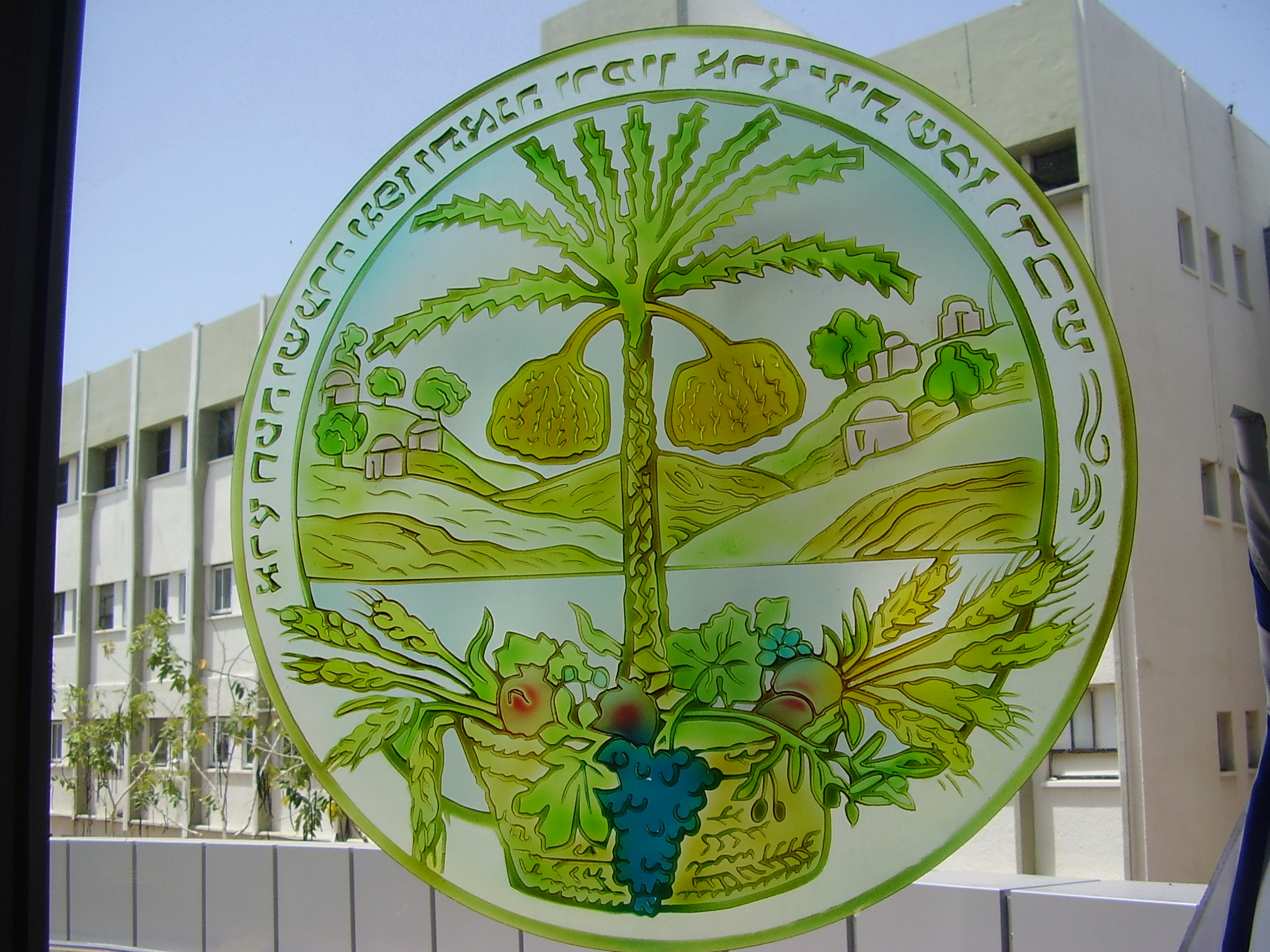
Logo van het Vulcani-instituut

De Argaman is een blauwe druivensoort uit Israël.

## Geschiedenis
In het Hebreeuws betekent Argaman diep paars. In 1972 kwam dit ras in het Vulcani Research Institute in Beit-Dagan in centraal Israël voort uit een kruising van de Mazuelo (beter bekend als de Carignan) uit Spanje met de Vinhão, een inheemse druif uit Portugal. In 1984 werd het voor de eerste keer geplant.

## Kenmerken
Het is een zeer sterke groeier, dus geldt: terugsnoeien voor een goed resultaat. De bloei begint vroeg terwijl de oogst toch aan de late kant plaatsvindt. Hierdoor heeft deze druif last van botrytis. Ook echte meeldauw is een probleem. De wijn heeft een diepe paars-rode kleur, met zowel een gemiddelde zuurgraad als tannine. Uiteindelijk is het een lichte rode wijn, die ook in blends wordt gebruikt.  

## Gebieden
De beste resultaten worden behaald in de landstreek Galilea, waar de wijn ook op eiken vaten wordt opgevoed. De totale oppervlakte waar op deze druif wordt verbouwd is een kleine 150 hectare, voornamelijk in centraal Israël.